# Oriamendi
Oriamendi (Marcha de Oriamendi) – hymn hiszpańskich karlistów. Nazwa hymnu pochodzi od miejsca rozegranej bitwy z 1837, podczas pierwszej wojny karlistowskiej. Jego słowa napisał Ignacio Baleztena Azcarate, a muzykę skomponował Silvano Cervantes.
W okresie hiszpańskiej wojny domowej 1936–1939 zwrotka "venga el rey de España a la corte de Madrid" była zmieniona na "que las boinas rojas entren en Madrid" ("niech czerwone berety wchodzą do Madrytu").

## Słowa
Marcha de Oriamendi
Por Dios, por la Patria y el Rey 

Lucharon nuestros padres. 

Por Dios, por la Patria y el Rey 

Lucharemos nosotros también. 
Lucharemos todos juntos 

Todos juntos en unión 

Defendiendo la bandera 

De la Santa Tradición. (bis)
Cueste lo que cueste 

Se ha de conseguir 

Venga el Rey de España 

A la corte de Madrid. (bis)
Por Dios, por la Patria y el Rey 

Lucharon nuestros padres. 

Por Dios, por la Patria y el Rey 

Lucharemos nosotros también. 